# 力线
迈克尔·法拉第所引申的概念力线（英語：Line of force），也被詹姆斯·克拉克·麦克斯韦称为感应线（英語：Line of induction）。根据约瑟夫·汤姆森，法拉第通常把力线定义为介电质中被极化粒子间的“联系”，不过他有时将它作为这些粒子穿过真空延伸的方向。像麦克斯韦一样，汤姆森还还把电磁感应中的“管”（tubes）叫做力线。从20世纪的观点来看，力线是19世纪统一场论中的能量内在连接，而且这引发了数学上、实验上都更为成熟的概念和理论，包括麦克斯韦方程组、电磁波和阿尔伯特·爱因斯坦的相对论。

## 其他相关学术论文
- Faraday, Michael, "Thoughts on Ray Vibrations", Philosophical Magazine, May 1846, or Experimental Researches, iii, p. 447
- Faraday, Michael, Experimental Researches, Series 19.